# 1,3-Cyclobutandion
1,3-Cyclobutandion ist ein viergliedriges gesättigtes Ringmolekül mit zwei β-ständigen Carbonylgruppen. Die Verbindung ist wie Diketen C4H4O2 eines der stabileren Dimerisierungsprodukte des Ketens C2H2O und Ausgangsstoff für das Cyclobutenderivat Quadratsäure.

## Darstellung
Im Jahr 1962 veröffentlichten Harry Wasserman und Eckehard Dehmlow erstmals die Synthese von 1,3-Cyclobutandion aus 3-Ethoxy-2-cyclobutenon, das durch 2+2-Cycloaddition von Ethoxyethin und Keten erhalten wird.
Das Produkt fällt in 30%iger Ausbeute an und kann durch Umkristallisation mit Diethylether gereinigt werden.
Eine neuere Variante dieser Reaktion basiert auf tert.-Butyloxyacetylen – in einer dreistufigen Reaktion aus Ethylvinylether erhältlich – das beim Erhitzen zu 3-tert.-Butoxy-2-cyclobutenon reagiert, aus dem mit Trifluoressigsäure TFA unter Abspaltung von Isobuten in 62 % Gesamtausbeute Cyclobutan-1,3-dion entsteht.
Aus dem (schwarzen) Destillationsrückstand der Diketenproduktion lässt sich Triketen (3-Acetoxy-2-cyclobuten-1-on, das Monoenolacetat des 1,3-Cyclobutandions) isolieren, das mit Ameisensäure unter Abspaltung der Acetylgruppe in 96%iger Ausbeute zu Cyclobutan-1,3-dion reagiert.

## Eigenschaften
1,3-Cyclobutandion ist ein fast weißer Feststoff, der in dünnen Blättchen kristallisiert und sich in Wasser und in Methylenchlorid gut löst. Beim Schmelzen zersetzt sich die Substanz heftig zu einer roten Flüssigkeit. Der in der Literatur angegebene Siedepunkt von 500,5 K für Cyclobutan-1,3-dion ist daher fragwürdig. In unpolaren Lösungsmitteln, z. B. Chloroform CHCl3 liegt die Substanz überwiegend in der Ketoform, in polaren Medien, z. B. DMSO, existiert die Enolform in höheren Anteilen, die sich als starke Säure (pKS ≃ 3) und durch sofortige Entfärbung von Bromlösung in CHCl3 oder heftige Reaktion mit Diazomethan in Diethylether manifestiert.
Wegen der allmählichen Zersetzung der Substanz bei Raumtemperatur wird die Überführung des Cyclobutan-1,3-dions in seiner Enolform (3-Hydroxy-2-cyclobuten-1-on) in stabile Dialkylaminsalze, z. B. Dicyclohexylamin, empfohlen, aus denen durch Ansäuern das Diketon zurückerhalten werden kann.
In der Stabilitätsskala der C4H4O2-Isomeren steht 1,3-Cyclobutandion (II) (Ketoform) vor seiner Enolform (IIa) hinter dem stabileren Diketen (I) und vor dem weniger stabilen 2,4-Dimethylen-1,3-dioxetan (III) (CAS-Nr. 68498-71-5) und dem nicht literaturbekannten 2-Methylenoxetan-3-on (IV).
Zur Stabilisierung kann 1,3-Cyclobutandion auch zu den entsprechenden Bis-Ketalen umgesetzt werden.

## Anwendungen
1,3-Cyclobutandion hat trotz geringer Kosten und einfacher Zugänglichkeit aus Triketen als Neben- und letztlich Abfallprodukt der Diketenproduktion praktisch nur Verwendung als Ausgangsstoff für Quadratsäure gefunden. Dazu wird Chlor an Cyclobutan-1,3-dion addiert zum 2,4,4-Trichlor-3-hydroxy-2-cyclobuten-1-on (90 % Ausbeute) und dieses mit Schwefelsäure zu Quadratsäure umgesetzt (58 %).